# Osełna (obwód Wraca)
Osełna (bułg. Оселна) – wieś w Bułgarii, w obwodzie Wraca, w gminie Mezdra. Według danych szacunkowych Ujednoliconego Systemu Ewidencji Ludności oraz Usług Administracyjnych dla Ludności, 15 września 2023 roku miejscowość liczyła 365 mieszkańców.

## Historia
W 1929 roku powstało czitaliszte Prosweta. W 1891 r. we wsi Osełna otwarto szkołę podstawową. W czasie działań wojny bałkańskiej (1912–1918) szkoła chwilowo przerwała swoją działalność. W 1934 roku wybudowano nowy budynek szkolny. W 2006 roku została zamknięta.